# Копашево
Копашево (пол. Kopaszewo, нім. Grabenau) — село в Польщі, у гміні Кшивінь Косцянського повіту Великопольського воєводства.
Населення — 464 особи (2011).
У 1975-1998 роках село належало до Лешненського воєводства.

## Демографія
Демографічна структура станом на 31 березня 2011 року:
|          | Загалом | Допрацездатний вік | Працездатний вік | Постпрацездатний вік |
| -------- | ------- | ------------------ | ---------------- | -------------------- |
| Чоловіки | 239     | 46                 | 176              | 17                   |
| Жінки    | 225     | 39                 | 143              | 43                   |
| Разом    | 464     | 85                 | 319              | 60                   |